# Park Na-rae
Park Na-rae (hangul: 박나래; hanja: 朴娜莱; rr: Bag Na-rae; MR: Pak Na-r'ae; nascida em 23 de fevereiro de 1988), mais frequentemente creditada apenas como Narae (hangul: 나래), é uma cantora e dançarina sul-coreana. É mais popularmente conhecida por ter sido integrante do grupo feminino Spica.

## Biografia
Narae nasceu em 23 de fevereiro de 1988 em Incheon, Coreia do Sul. Após completar o seu ensino médio, Narae iniciou um curso no departamento de música da Universidade Kyung Hee. Narae se tornou concorrente na competição Superstar K Season 1, onde foi classificada em oitavo lugar no episódio final. Todos os dez finalistas do programa tiveram suas canções incluídas no álbum de estúdio lançado pelo programa, Love, incluindo a canção de Narae, I Love You. Em meados de 2010, Narae realizou uma audição para a B2M Entertainment, sendo posteriormente aceita e iniciando seu treinamento alguns meses mais tarde.

## Carreira

### 2012–17: Estreia com Spica, atividades individuais e outros lançamentos
Narae foi anunciada como integrante do grupo Spica pela B2M Entertainment. Sua estreia com o grupo ocorreu em fevereiro de 2012 com o lançamento do extended play Russian Roulette. O grupo realizou sua estreia nos palcos da M Countdown dois dias mais tarde.
Em meados de 2013, Narae lançou uma colaboração com a dupla de R&B Mando & Chigi, intitulada He Says, She Says. Ela também esteve presente nas apresentações ao vivo para as promoções do single em programas musicais da Coreia do Sul. Mais tarde no mesmo ano, Narae colaborou com o rapper Loco para o lançamento do single Take Care. Em junho de 2014, Narae foi lançada no filme asiático One Day, The First Love Invaded Me, desempenhando a personagem chinesa Shi Jing.
Em janeiro de 2015, Narae lançou a canção How Longer como parte da trilha sonora do drama coreano Sweden Laundry. No mesmo drama, Narae realizou uma aparição especial no quarto episódio como Kim Yoo-ri, atriz e companheira da personagem Kim Eun-sol.
Em fevereiro de 2017, foi anunciado o fim de Spica, o grupo que Narae fez parte por mais de cinco anos.

## Discografia
| Título                                                                                   | Ano                    | Melhor posição nas paradas | Vendas (DL)            | Álbum                  |
| Título                                                                                   | Ano                    | KOR                        | Vendas (DL)            | Álbum                  |
| Como artista principal                                                                   | Como artista principal | Como artista principal     | Como artista principal | Como artista principal |
| ---------------------------------------------------------------------------------------- | ---------------------- | -------------------------- | ---------------------- | ---------------------- |
| "I Love You"                                                                             | 2009                   | —                          | —                      | I Love You             |
| Colaborações                                                                             |                        |                            |                        |                        |
| "Take Care"                                                                              | 2013                   | —                          | —                      | Lançamento sem álbum   |
| Aparição em trilhas sonoras                                                              |                        |                            |                        |                        |
| "How Longer"                                                                             | 2015                   | —                          | —                      | Sweden Laundry OST     |
| "—" indica lançamentos que não figuraram nas paradas ou não foram lançados nessa região. |                        |                            |                        |                        |

## Filmografia

### Filmes
| Ano  | Título                             | Papel         | Notas            |
| ---- | ---------------------------------- | ------------- | ---------------- |
| 2014 | One Day, The First Love Invaded Me | Zhou Shi Jing | Elenco principal |

### Dramas
| Ano  | Título         | Emissora   | Papel                   | Notas                                                |
| ---- | -------------- | ---------- | ----------------------- | ---------------------------------------------------- |
| 2014 | Sweden Laundry | MBC Every1 | Kim Yoo-ri              | Papel de apoio; aparição especial no quarto episódio |
| 2016 | Entourage      | MBC        | Park Na-rae (ela mesma) | Papel de apoio; aparição especial com Spica          |